# Gorzyce (Jasło)
Pour les articles homonymes, voir Gorzyce.
Gorzyce est une localité polonaise de la gmina de Nowy Żmigród, située dans le powiat de Jasło en voïvodie des Basses-Carpates.